# تعطیلات در سوئد
تعطیلات در سوئد (انگلیسی: I'll Take Sweden) یک فیلم کمدی آمریکایی به کارگردانی فرد د کوردوا است که در سال ۱۹۶۵ منتشر شد.

## گزیدهٔ بازیگران
- باب هوپ
- تیوزدی ولد
- فرانکی آوالون
- دینا مریل
- جرملی اسلیت
- رزماری فرانکلند
- جان کوالن